# Daniele Raco
Daniele Raco (Savona, 18 luglio 1972) è un comico, attore, wrestler e drammaturgo italiano.

## Biografia
Nato a Savona nel 1972, lavora come comico e autore nel mondo del cabaret e della stand up comedy, con trent'anni d'attività, esibizioni dal vivo e molti spettacoli da solista. Artista poliedrico, la sua carriera lo ha visto dividersi tra cinema, televisione, radio ed editoria. 
Nel 1995 arriva in finale al Festival Nazionale del Cabaret . Da allora, inizia a collaborare con format televisivi quali Ci vediamo su RAI UNO, Mai dire domenica, Comedy Club e Zelig e Comedy Central. A livello teatrale, ha fondato la Stand up comedy co. Marx bros. ed è stato autore e interprete in diversi spettacoli. Ha scritto quattro libri ma due sono quelli degni di nota, "È tutto grasso che vola" edito da Mondadori e "La Gallina" autoprodotto con il crowdfunding.

## Kombat Komedian
Da sempre appassionato di wrestling, Raco collabora, come lottatore, con la federazione italiana ICW (Italian Championship Wrestling) con il personaggio di Kombat Komedian. Alle sue vicende legate all'esordio sul ring è ispirato il docufilm Kombat Komedian - Da comico a wrestler in 300 giorni, realizzato dallo stesso Raco.

## Spettacoli da solista
- Sogni di cellulite, ovvero: coito ergo sum
- Suocere... a fuoco lento
- Un trauma che si chiama desiderio
- The Raco Horror Picture Show
- USA e getta
- A.C.A.B. All Comedians Are Bastards
- La Gallina storie d'azzardo e altre storie
- HATE ora avete un motivo
- ALL YOU CAN HIT colpire per primo, colpire forte
- Il vecchio e il male

## Teatro
- Helzapoppin autore e attore
- Quello che dirò sarà usato contro di me autore
- P...rovinati coautore e attore
- Rido quindi sono coautore e attore
- ...e i ciccioni stanno a guardare autore e attore
- Apocalypse Wow coautore e attore

## Cinema
- Invaxon - Alieni in Liguria
- Capitan Basilico
- L'inizio dalla fine
- Capitan Basilico 2
- La sedia della felicità (di Carlo Mazzacurati)
- Stuck-Intrappolati nell'oscurità